# 克西罗迈罗
克西罗迈罗（希臘語：Ξηρόμερο）是希腊西希腊大区埃托洛阿卡纳尼亚专区的市镇，行政中心为阿斯塔科斯镇。市镇面积为590.1平方公里，2021年人口数量为10,206人。
此市镇设立于2011年地方政府改革中，由原3个市镇合并而成，原市镇则成为新市镇的3个市区。